# Ireneusz Jeleń
Ireneusz Jeleń, poljski nogometaš, * 9. april 1981, Cieszyn, Poljska.
Jeleń je bivši nogometni napadalec.